# Ligonier (Indiana)
Ligonier is een plaats (city) in de Amerikaanse staat Indiana, en valt bestuurlijk gezien onder Noble County.

## Demografie
Bij de volkstelling in 2000 werd het aantal inwoners vastgesteld op 4357.
In 2006 is het aantal inwoners door het United States Census Bureau geschat op 4444, een stijging van 87 (2,0%).

## Geografie
Volgens het United States Census Bureau beslaat de plaats een oppervlakte van
5,8 km², geheel bestaande uit land. Ligonier ligt op ongeveer 291 m boven zeeniveau.

## Plaatsen in de nabije omgeving
De onderstaande figuur toont nabijgelegen plaatsen in een straal van 16 km rond Ligonier.